# Yopal
Yopal ist die Hauptstadt und eine Gemeinde (municipio) im kolumbianischen Departamento Casanare.

## Geographie
Yopal liegt in den kolumbianischen Llanos am Fuß der Anden in Casanare am Río Cravo Sur. Die gesamte Fläche der Gemeinde beträgt 2771 km², von denen 10,47 km² auf den städtischen Teil entfallen. Der städtische Teil liegt auf einer Höhe von 350 Metern, 387 km von Bogotá entfernt. Die Jahresdurchschnittstemperatur ist 26 °C. Die Gemeinde grenzt im Norden an Nunchía sowie an Paya im Departamento de Boyacá, im Süden an Orocué und Maní, im Osten an San Luis de Palenque und im Westen an Aguazul sowie an Labranzagrande in Boyacá.

## Bevölkerung
Die Gemeinde Yopal hat 152.655 Einwohner, von denen 137.174 im städtischen Teil (cabecera municipal) der Gemeinde leben (Stand: 2019). In den vergangenen 50 Jahren hat die Stadt ein enormes Wachstum erlebt, wenn auch in unregelmäßigen Schüben. Von den 3.122 Einwohnern Yopals im Jahre 1951 stieg die Bevölkerungszahl im Jahr 2003 auf 86.860, das ist eine Vergrößerung um das 28-fache. Die Gemeinde hat derzeit Wachstumsraten fast fünfmal höher als der nationale Durchschnitt Kolumbiens.

## Geschichte
Vor der spanischen Eroberung gehörte das Gebiet den Achaguas-Indianern. Aus den Samen und der Rinde des Yopo-Baumes gewannen die Achaguas eine psychoaktive Droge, in ihrer Sprache Yopa genannt. Yopal bedeutet "Wald aus Yopo-Bäumen". Die Achaguas kultivierten in der Gegend aber auch Maniok, Ananas und andere Pflanzen, und tauschten Waren mit den Stämmen der Berge.
Jesuitenmissionare erreichten die Gegend um 1650 und lebten in vereinzelten Höfen.
Die moderne Geschichte Yopals beginnt mit dem Bau eines Hauses im damals unbesiedelten heutigen Stadtzentrum durch Elías Granados im Jahre 1915. Der Platz entwickelte sich zum Durchgangsort lokalen und regionalen Viehhandels. 1928 kamen drei weitere Häuser hinzu, darunter das von Pedro Pablo González, der als eigentlicher Gründer des Ortes gilt. Seit 1932 gab es in dem wachsenden Örtchen eine Schule.
Seit 1942 hat Yopal den Status einer Gemeinde und seit 1973 ist Yopal die Hauptstadt von Casanare.

## Wirtschaft
Der wichtigste Wirtschaftszweig von Yopal ist die Rinderproduktion. Zudem spielt die Erdölgewinnung eine wichtige Rolle, auch wenn in der Gemeinde selbst kein Erdöl gewonnen wird, sondern in Nachbargemeinden. Viele Firmen haben aber in Yopal ihren Hauptsitz. Im Bereich der Landwirtschaft werden Reis, Mais, Kaffee, Maniok, Bananen und Ölpalme angebaut.

## Verkehr
Yopal verfügt über einen Flughafen, den Flughafen El Alcaraván. Straßenverbindungen gibt es nach Bogotá, Boyacá, Villavicencio und in das Innere von Casanare.

## Sport

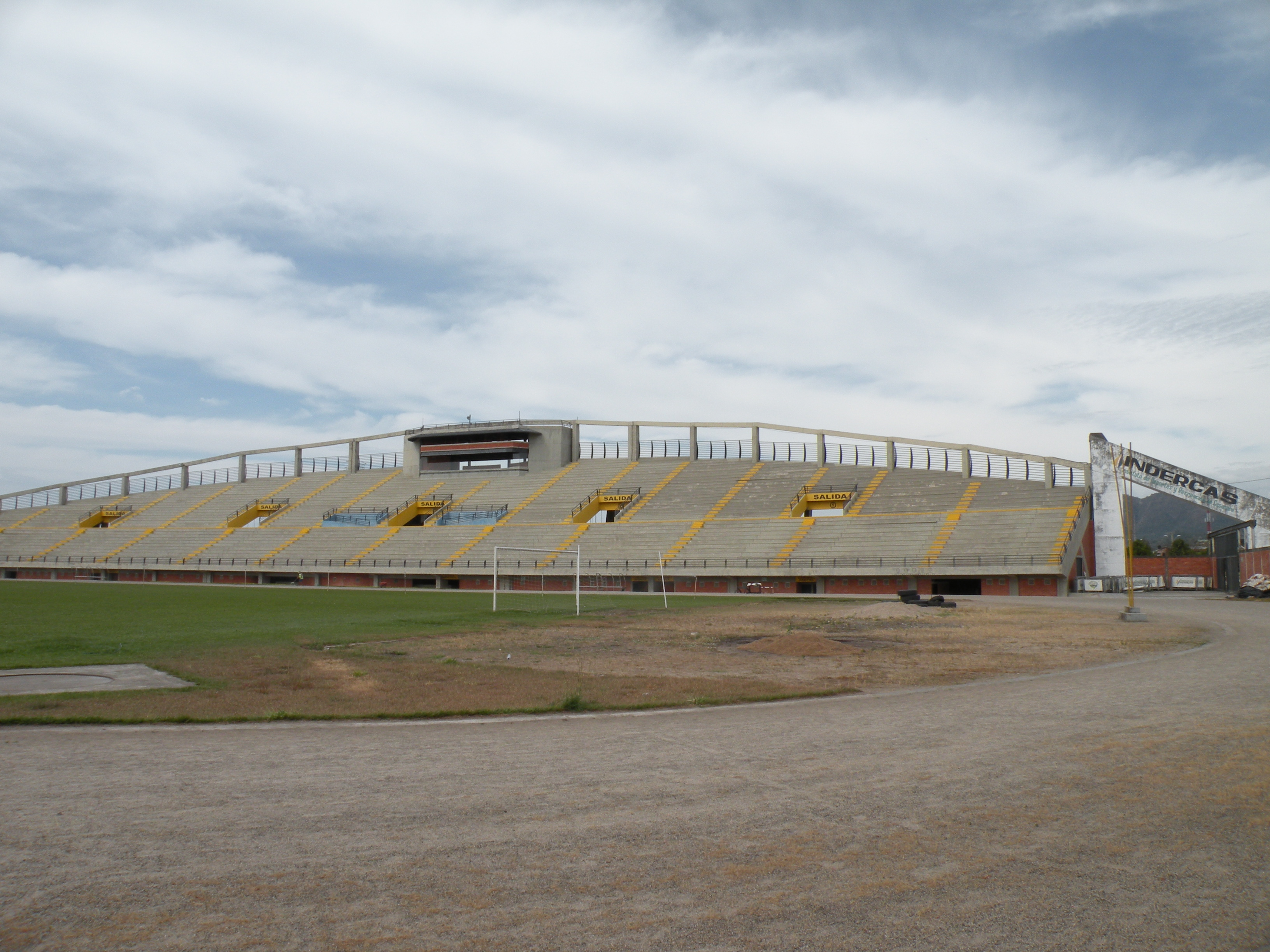
Das Estadio Santiago de Atalayas

Zwischen 2002 und 2006 war in Yopal der Fußballverein Pumas de Casanare ansässig, der in der zweiten kolumbianischen Liga spielte. Pumas de Casanare wurde 2003 Vizemeister der zweiten Liga und verfehlte nur knapp den Aufstieg in die erste Liga. Der Verein trug seine Heimspiele im Estadio Santiago de las Atalayas aus, das eine Kapazität von ungefähr 9000 Zuschauern hat. Das Stadion diente 2012 Cúcuta Deportivo und 2013 Alianza Petrolera als Heimstadion, während deren Stadien umgebaut wurden.